# Embún
Embún ist ein spanischer Ort in den Pyrenäen in der Provinz Huesca der Autonomen Gemeinschaft Aragonien. Embún ist ein Ortsteil der Gemeinde Valle de Hecho. Das Dorf liegt auf 739 Meter Höhe.

## Geschichte
Der Ort wurde im Jahr 867 erstmals urkundlich erwähnt.

## Sehenswürdigkeiten
- Kirche San Miguel aus dem 16. Jahrhundert
- Reste des Mercedarier-Klosters Virgen del Pilar, das während des Unabhängigkeitskrieges zerstört wurde.